# Пол д'Естурнел
Пол Анри Бенжамен Бенжамен Балюе д'Естурнел дьо Констан (на френски: Paul Henri Benjamin Balluet d'Estournelles de Constant), барон дьо Констан дьо Рьобек, е френски дипломат, политик и пацифист.
Заедно с Леон Буржоа представлява Франция на Хагската конференция през 1899 г., учредява редица организации за защита на мира. През 1903 г. създава френска парламентарна група, целта на която е да пропагандира идеите на международния арбитраж.
Основател през 1905 г. на Асоциация за международно примирие, издаваща списанието „Международно примирие“. Директор на френската фондация „Карнеги“, Д`Естурнел вярва, че политическите разногласия в Европа могат да бъдат преодолени само в единен европейски съюз. Удостоен заедно с Огюст Бернарт с Нобелова награда за мир за 1909 г.
През 1913 година Д`Естурнел оглавява комисията, изготвила Карнегиевата анкета за Балканските войни.
През 1918 г. той е един от главните разработчици и адепти на идеята и проекта за Лига на нациите.

## Произход и образование (1852 – 1876)
Роден е на 22 ноември 1852 година в Ла Флеш, в регион Пеи дьо ла Лоар, Франция, в аристократично семейство. Като юноша се увлича от ветроходство, фехтовка и живопис, интересува се и от въздухоплаването. Учи право в лицей в Париж, където през 1874 г. получава научна степен. Присъдена му е и друга научна степен от Училището по източни езици, след което Д`Естурнел пътува до Азия.

## Дипломатическа служба (1876 – 1895)
Постъпвайки на френска дипломатична служба през 1876 г. д`Естурнел прекарва шест години в Черна гора, Турция, Англия, Нидерландия и Тунис. Впечатленията, които натрупва, лягат в основата на книгата му „Френската политика в Тунис“ (La Politique francaise en Tunisie, 1891), която получава наградата на Френската академия. През 1882 г. д`Естурнел е отзован в Париж и става заместник-директор на Близкоизточното бюро към Министерството на външните работи.
През 1890 г. става шарже д'афер в Лондон. Там д`Естурнел изиграва значителна роля за възстановяването на англофренските отношения след кризата през 1893 г., предизвикана от френската блокада на Сиам (днес Тайланд). Сиамската криза укрепва увереността му, че възможността на дипломата за запазването на мира са крайно ограничени. Изместването на войната от закон е по негово мнение единственият път към мира и дипломатите трябва да отстъпят първото място на законодателите. Във връзка с това той решава да напусне „позлатения свят на дипломацията заради истинската борба срещу невежеството“. Заемайки се с политика, д`Естурнел се надява да промени положението, при което „мълчаливото мнозинство позволява да бъде убедено, че не разбира нищо от международни дела“.

## Политическа дейност (1895 – 1913)
През 1895 г. д`Естурнел е избран в камарата на депутатите от името на департамент Сарт (регион Пеи дьо ла Лоар). След девет години от името на същия окръг е избран в сената, където представлява радикалните социалисти до смъртта си.
Убедеността му в правилността на пацифизма не го напуска никога. Д`Естурнел става видна фигура във френската политика и влиятелен защитник на мира в законодателните органи. Заедно с Леон Буржоа д`Естурнел представлява Франция на Хагската конференция през 1899 г., която не дава особени резултати, тъй като делегатите не постигат съгласие за мерките по ограничаване на въоръжаването. Въпреки това той е доволен и от малкото – задължението да се ограничи използването на някои видове оръжия, да се кодифицира международното право по въпросите за войната и учредяването на Международния съд в Хага. След конференцията мисълта на д`Естурнел, че войната може да бъде победена, укрепва. Той решава да се посвети на разясняването на народите на Европа какви са предимствата на арбитража, за да могат те да искат от своите ръководители мирно разрешаване на споровете. С тази цел д`Естурнел пътува из Италия, Франция, Австрия, Скандинавия и Англия.
През 1902 г. той помага да бъде убеден американският президент Теодор Рузвелт да предаде спора с Мексико за разглеждане от Международния съд в Хага. Успешните преговори с Рузвелт и пътуванията през Атлантика пробуждат у д`Естурнел вярата в особената роля на САЩ за запазването на мира. Още по-силно го свързва с Щатите женитбата му с американката Дейзи Седуик-Берент, от която има един син.
В допълнение към своите лекции и памфлети д`Естурнел учредява редица организации за защита на мира. През 1903 г. той създава група, състояща се от членове на френската камара на депутатите и сената, целта на която е да пропагандира идеите на международния арбитраж. Впечатляващ акт на добра воля става посещението в Париж през 1903 г. на група британски парламентаристи, след което група френски парламентаристи връщат визитата. Посещенията прокарват пътя към френско-британския договор от 1904 г. (договора за Антантата). През 1903 г. д`Естурнел посещава и Мюнхен, където се сформира френско-германска асоциация за подобряване на отношенията между двете страни. Във Франция идват законодатели от Дания, Норвегия и Швеция, а ответните визити са през 1909 г.
През 1905 г. в Париж д`Естурнел учредява Асоциация за международно примирие, издаваща списанието „Международно примирие“, което носи само загуби, докато не му е оказана подкрепа от фонда Карнеги. Дружеските отношения с Николас М. Батлър, помощник на Андрю Карнеги, помагат на д`Естурнел да оглави центъра на фонда в Европа. На Хагската конференция през 1907 г. той, отново като представител на Франция, непрекъснато пропагандира идеята за арбитража. Назначен е за член на Международния съд и подкрепя решително аналогичните усилия на Междупарламентарния съюз, основан от Уилям Рандъл Кримър и Фредерик Паси.
Д`Естурнел вярва, че политическите разногласия на европейците могат да бъдат преодолени само в един Европейски съюз, но първа пречка по пътя на обединението е нарастващата враждебност на европейските народи, като французите и немците. След съкрушителното поражение на Франция във Френско-пруската война (1870 – 1871) реваншизмът става основа на френската външна политика.

## Следващи години (1913 – 1924)
В следващите години д`Естурнел продължава да пише статии и да чете лекции по проблемите на мира. Пътуванията му до САЩ укрепват авторитета му в тази страна. Произведението на д`Естурнел „Les Etats Unis d'Amerique“ („Съединените американски щати“) е публикувано през 1913 г.
По време на Първата световна война д`Естурнел оставя грижите си за арбитража и започва да работи за правителството, изучавайки мерките за борба с американските подводници, а замъка си в Ла Флеш предоставя за болница. След войната подновява усилията си за укрепване на разбирателството между народите и заедно с Леон Буржоа представя през 1918 г. на министър-председателя Жорж Клемансо проекта за Обществото на народите.
Човек с широки интереси и много начетен, д`Естурнел превежда класически гръцки текстове, пише книга за Древна Гърция, а също така пиеса по мотиви от мита за Пигмалион.
На конференцията на Междупарламентарния съюз през 1921 г. д`Естурнел се опитва безуспешно да потуши враждебността към членовете на немската делегация. Разочарован от неуспехите, той постепенно се оттегля от политическия живот.
Умира на 15 май 1924 година в Париж на 71-годишна възраст.